# Konstantin Malofeev
Konstantin Valerievich Malofeev (em russo: Константин Валерьевич Малофеев; 3 de julho de 1974, Pushchino, Oblast de Moscou, RSFS da Rússia, URSS) é um empresário russo, bilionário, político e figura pública, proprietário das ações da Rostelecom, presidente do Conselho de Administração do Grupo de Empresas Tsargrad, vice-presidente da Conselho Mundial do Povo Russo, fundador do canal Tsargrad TV, presidente da Sociedade Tsargrad, um dos financiadores do "mundo russo".
Desde 2014, o político-empresário está sob sanções de 27 países da União Europeia, EUA, Canadá. Em 2017 foi colocado pela Ucrânia na lista internacional de procurados, acusando-o de criar e financiar grupos paramilitares ilegais.
Malofeev descreve a si mesmo como um " monarquista ortodoxo " que vê a Rússia como o "sucessor legal do Império Russo" e por esta razão deseja reviver o czarismo. Ele considera a Ucrânia uma “estrutura artificial criada sobre as ruínas do império russo”.

## Biografia
Nasceu em 3 de julho de 1974 em Pushchino, cidade do Oblast de Moscou, onde recebeu sua educação inicial. Em 1996, ele se formou em direito pela Universidade Estatal de Moscou.
No quarto ano da universidade converteu-se à Ortodoxia.